# Tomáš Vejchodský
Tomáš Vejchodský (* 17. prosince 1976 Jihlava) je český matematik, jenž se zaměřuje na numerickou analýzu a matematickou biologii. Je ředitelem Matematického ústavu AV ČR.

## Vzdělání a akademická činnost
V letech 1995–2000 vystudoval obor matematické modelování na Matematicko-fyzikální fakultě Univerzity Karlovy v Praze.
Od roku 2000, působí na Matematickém ústavu AV ČR. V letech 2013–2014, pracoval jako research fellow na univerzitě v Oxfordu. V roce 2016 obdržel cenu Neuron Impuls. Od roku 2019 působí jako ředitel Matematického ústavu AV ČR.

## Vědecké výsledky
Zabývá se konstrukcí relativně jednoduchých chemických systémů, které mají komplexní dynamické chování, což má uplatnění v syntetické biologii, například, v roce 2016, představil konstrukci minimálního chemického systému, který má homoklinickou bifurkaci.
V matematickě biologii se zabývá analýzou stochastických modelů chemických systemů s pomocí parciálních diferenciálních rovnic, například, v roce 2015, vyvinul tenzorovou metodu pro analýzu stochastických modelů chemických systemů.